# Bitwa pod Legnano (1176)
Bitwa pod Legnano – starcie zbrojne, które miało miejsce 29 maja 1176 w trakcie piątej wyprawy italskiej Fryderyka Barbarossy (1174–1177).
Chcąc opanować miasta północnych Włoch Fryderyk Barbarossa na czele 4 000 jazdy wyruszył w maju 1176 znad jeziora Como, by połączyć się z siłami włoskich sprzymierzeńców. Z Mediolanu ruszyła przeciwko niemu armia Ligi Lombardzkiej licząca 12 000 żołnierzy, którą dowodził Alberto da Giussano.
Mimo iż pod Legnano przewaga przeciwnika była przytłaczająca, Fryderyk zdecydował się na atak. Liczący 300 rycerzy niemiecki oddział wpadł na liczącą 700 jezdnych szpicę Lombardczyków. Wtedy na pomoc swoim ruszył cesarz. Niemieckie rycerstwo z całą siłą uderzyło na lombardzką jazdę, która w trakcie ucieczki stratowała szeregi własnych wojsk. Niemieccy rycerze prowadzeni przez cesarza dotarli do głównego sztandaru Lombardczyków, którzy uznali bitwę za przegraną i wycofali się do Mediolanu. Rycerze Barbarossy uderzyli wówczas na mediolańską piechotę opartą na carroccio, ale fala ich uderzenia załamała się na włóczniach Mediolańczyków. Wówczas do boju powróciła jazda mediolańska, która wspólnie z rycerstwem Brescii uderzyła na skrzydło rycerzy niemieckich, związanych czołową walką z piechotą. Podczas ataku doszło do upadku konia cesarza, który przygniótł Fryderyka. Widząc to Niemcy, myśląc że cesarz zginął, rzucili się do ucieczki. Podczas odwrotu wielu rycerzy niemieckich zostało zabitych, inni utonęli w rzece Ticino. Dopiero po trzech dniach Fryderyk niespodziewanie pojawił się w Pawii cały i zdrowy (kroniki milczą o tym, co się z nim działo od momentu upadku z konia).
Porażka pod Legnano stała się powodem do podjęcia rokowań pokojowych z papieżem Aleksandrem III.

## Literatura
- Mała Encyklopedia Wojskowa, Wydawnictwo Ministerstwa Obrony Narodowej, Warszawa 1967, Wydanie I, Tom 2.